# Epeorus namatus
Epeorus namatus is een haft uit de familie Heptageniidae. De wetenschappelijke naam van de soort is voor het eerst geldig gepubliceerd in 1946 door Burks.
De soort komt voor in het Nearctisch gebied.